# Abgeordnetenhauswahl in Tschechien 2017
- KSČM: 15
- ČSSD: 15
- ANO: 78
- Piráti: 22
- KDU: 10
- STAN: 6
- TOP 09: 7
- ODS: 25
- SPD: 22

Die Abgeordnetenhauswahl in Tschechien 2017 fand am 20. und 21. Oktober 2017 statt.
Die Partei ANO um den Agrochemie- und Medienunternehmer Andrej Babiš gewann in sämtlichen Wahlkreisen und wurde die mit Abstand stärkste Partei. Rechtspopulistische und EU-skeptische Parteien gewannen viele Stimmen (siehe Grafik); linke oder mehr EU-Integration unterstützende Parteien erlitten teils massive Stimmenverluste. Die sozialdemokratische Partei ČSSD erhielt 2017 (trotz Wirtschaftsboom und niedrigen Arbeitslosenzahlen) nur 7,27 % der Stimmen (nach 20,54 % der Stimmen im Jahr 2013), ein Minus von fast zwei Dritteln. Es war ihr schlechtestes Ergebnis seit 1992.
Die Kommunistische Partei KSČM erhielt nur 7,76 % der Stimmen  (nach fast 15 % im Jahr 2013), ihr bis dahin schlechtestes Ergebnis.
Die Piratenpartei (10,79 %), die rechtspopulistische SPD (10,64 %) und die Bürgermeisterpartei STAN (5,18 %) wurden zum ersten Mal ins Abgeordnetenhaus gewählt.
Neun Fraktionen zogen ins Abgeordnetenhaus ein; Medien sprachen von einem zersplitterten Parlament.

## Wahlsystem
Das Abgeordnetenhaus wurde nach dem Verhältniswahlverfahren gewählt. Es gab eine Sperrklausel von 5 %. Die  Legislaturperiode dauert 4 Jahre. Die nächste Wahl wird 2021 stattfinden.

## Parteien

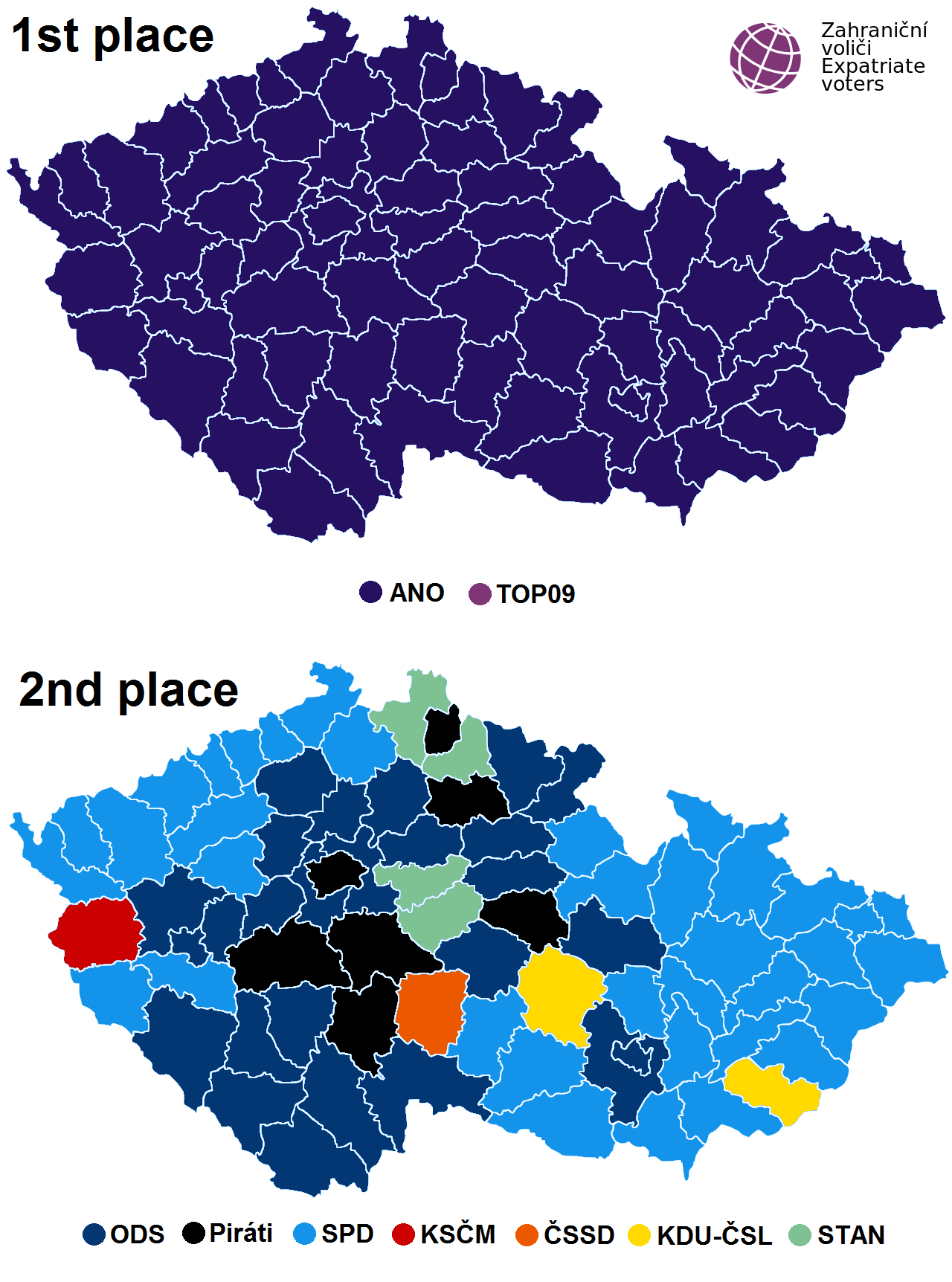
ANO erreichte in allen Wahlkreisen die Stimmenmehrheit, lediglich die Auslandstschechen wählten mehrheitlich TOP 09. Die untere Karte zeigt die zweitplatzierte Partei nach Wahlkreisen.

Folgende Parteien zogen in das Abgeordnetenhaus ein:
| Partei | Partei | Partei | Spitzenkandidat/-in | Politische Ausrichtung                                     | Europäische Partei/Fraktion |
| ------ | ------ | --- | ------------------- | ---------------------------------------------------------- | --------------------------- |
|        | Logo   | Politické hnutí ANO 2011 (ANO) Politische Bewegung ANO 2011                                                                                   | Andrej Babiš        | Populisten, Zentristen                                     | ALDE                        |
|        | Logo   | Občanská demokratická strana (ODS) Demokratische Bürgerpartei                                                                                 | Petr Fiala          | Konservative, Wirtschaftsliberale, EU-Skeptiker            | ACRE                        |
|        | Logo   | Česká pirátská strana (Piráti) Tschechische Piratenpartei                                                                                     | Ivan Bartoš         | Piratenpolitik                                             | PPEU                        |
|        | Logo   | Svoboda a přímá demokracie (SPD) Freiheit und direkte Demokratie                                                                              | Tomio Okamura       | Rechtspopulisten, EU-Skeptiker                             | MENL                        |
|        | Logo   | Komunistická strana Čech a Moravy (KSČM) Kommunistische Partei Böhmens und Mährens                                                            | Vojtěch Filip       | Kommunisten, Marxisten, EU-Skeptiker                       | EL                          |
|        |        | Česká strana sociálně demokratická (ČSSD) Tschechische Sozialdemokratische Partei                                                             | Lubomír Zaorálek    | Sozialdemokraten                                           | SPE                         |
|        | Logo   | Křesťanská a demokratická unie – Československá strana lidová (KDU-ČSL) Christliche und Demokratische Union – Tschechoslowakische Volkspartei | Pavel Bělobrádek    | Christdemokraten                                           | EVP                         |
|        | Logo   | TOP 09 | Miroslav Kalousek   | Liberal-konservative, Wirtschaftsliberale, Pro-Europäismus | EVP                         |
|        | Logo   | Starostové a nezávislí (STAN) Bürgermeister und Unabhängige                                                                                   | Petr Gazdík         | Liberal-konservative, Dezentralisierung                    | EVP                         |

Die Strana svobodných občanů (Partei der freien Bürger) und die Strana zelených (Partei der Grünen) verfehlten mit 1,56 % bzw. 1,46 % der Stimmen den Einzug ins Abgeordnetenhaus. Insgesamt standen 31 Listen zur Wahl.

## Umfragen
Die Umfragen vor der Wahl sahen ANO klar auf Platz eins zwischen 25 und 30 Prozent liegend. Der ČSSD wurden Verluste vorhergesagt; die meisten Demoskopen sahen die Sozialdemokraten dabei allerdings knapp vor der kommunistischen KSČM im unteren zweistelligen Bereich. Der ODS wurden leichte Gewinne prognostiziert, ein zweistelliges Ergebnis schien dabei möglich. In den letzten Umfragen vor der Wahl konnten vor allem die Piraten und die SPD, die Partei Tomio Okamuras, deutlich zulegen. Für beide galt der erstmalige Einzug ins  tschechische Abgeordnetenhaus als wahrscheinlich. KDU-ČSL, TOP 09 und STAN lagen kurz vor der Wahl bei knapp über oder unter fünf Prozent. Die Erstgenannten würden dabei Verluste hinnehmen müssen. Den Grünen, die von 2006 bis 2010 im Abgeordnetenhaus vertreten waren, sowie der Partei Svobodní die 2014 bis 2019 einen EU-Parlamentarier stellte, wurden keine Chancen auf einen Parlamentseinzug eingeräumt.

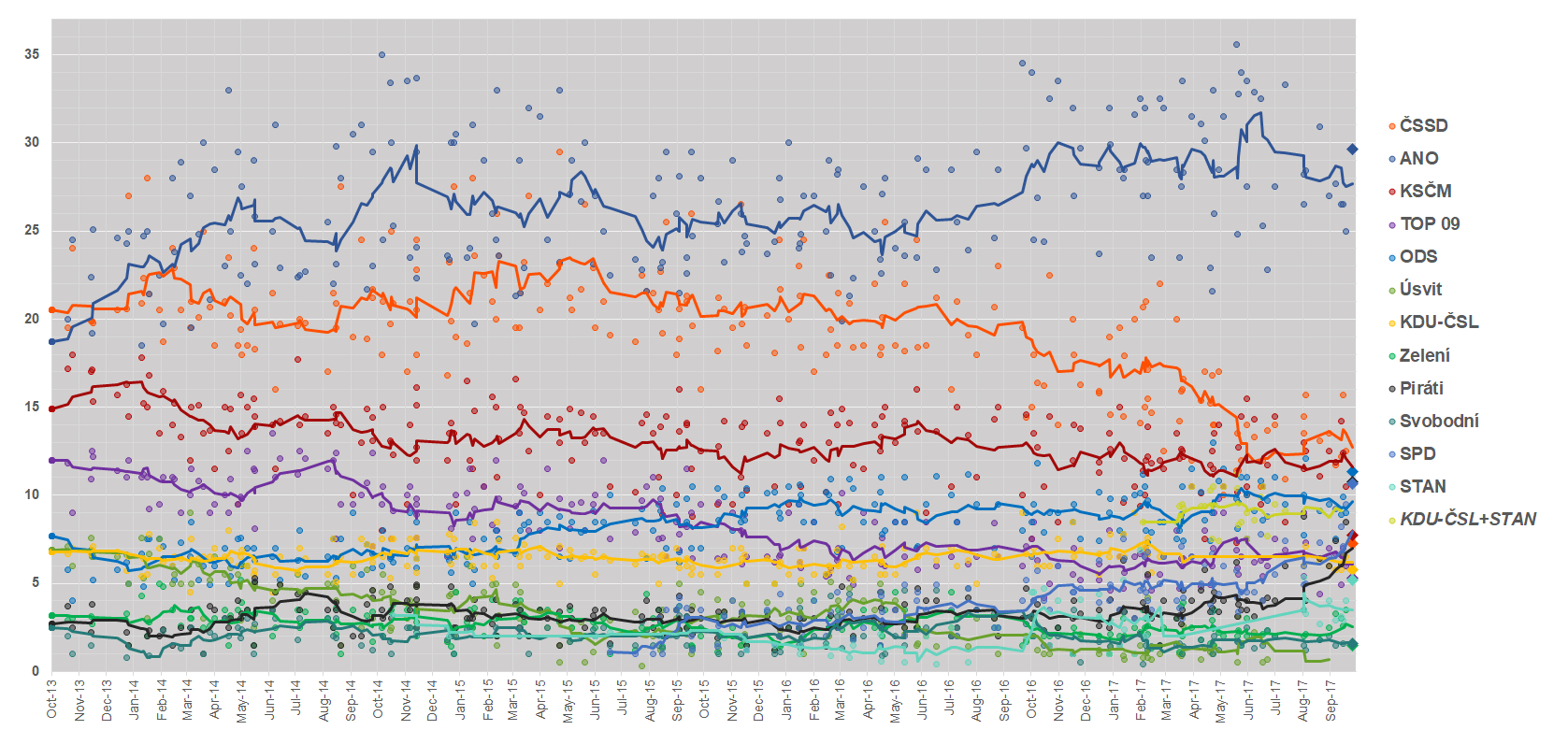
Umfragenverlauf seit der Wahl 2013

| Datum              | Institut         | Befragte  | ČSSD   | ANO    | KSČM   | TOP 09 | ODS    | Úsvit | KDU-ČSL | SZ    | Pirati | SPD            | STAN        | Sonstige | Vorsprung |
| ------------------ | ---------------- | --------- | ------ | ------ | ------ | ------ | ------ | ----- | ------- | ----- | ------ | -------------- | ----------- | -------- | --------- |
| Wahl 2013          | –                | 4.969.984 | 20,5 % | 18,7 % | 14,9 % | 12,0 % | 7,7 %  | 6,9 % | 6,8 %   | 3,2 % | 2,7 %  | nicht existent | mit TOP 09  | 9,3 %    | 1,8 %     |
| 5. – 25. Juni      | TNS Kantar       | —         | 10,0 % | 33,5 % | 10,5 % | 7,5 %  | 11,0 % | N/A   | 7,5 %   | 2,0 % | 4,0 %  | 7,5 %          | mit KDU-ČSL | 6,5 %    | 22,5 %    |
| 13. Jun.           | Médea Research   | —         | 11,4 % | 35,6 % | 7,3 %  | 6,9 %  | 9,8 %  | N/A   | 11,2 %  | N/A   | 6,2 %  | 5,7 %          | mit KDU-ČSL | N/A      | 24,2 %    |
| 9. – 29. Mai       | TNS Kantar       | —         | 10,0 % | 31,5 % | 10,5 % | 9,0 %  | 11,5 % | N/A   | 8,5 %   | 2,0 % | 4,0 %  | 6,0 %          | 2,0 %       | 5,0 %    | 20,0 %    |
| 6. Feb.            | Médea Research   | —         | 14,6 % | 28,0 % | 9,6 %  | 4,7 %  | 7,8 %  | —     | 7,8 %   | 4,7 % | 6,3 %  | 7,5 %          | —           | —        | 13,4 %    |
| 1. Jan.–2. Feb.    | Median           | 1064      | 19,5 % | 28,5 % | 15,0 % | 6,5 %  | 8,0 %  | —     | 6,5 %   | 2,0 % | 3,5 %  | 4,5 %          | —           | 6,0 %    | 9,0 %     |
| 26. Jan.           | STEM             | —         | 14,5 % | 29,9 % | 12,6 % | 4,6 %  | 9,8 %  | 1,4 % | 7,8 %   | 2,1 % | 4,1 %  | 4,9 %          | 2,9 %       | 5,3 %    | 15,4 %    |
| 5.–11. Jan.        | SANEP            | 2805      | 15,8 % | 28,6 % | 11,9 % | 6,1 %  | 10,2 % | 1,0 % | 6,7 %   | 2,0 % | 3,5 %  | 6,3 %          | 3,1 %       | —        | 12,8 %    |
| 1.–10. Jan.        | Phoenix Research | —         | 15,9 % | 23,7 % | 11,1 % | 5,2 %  | 7,4 %  | 1,2 % | 5,5 %   | 2,0 % | 2,6 %  | 3,9 %          | 4,4 %       | —        | 7,8 %     |
| 16. Dez.           | Median           | —         | 18,0 % | 27,0 % | 14,5 % | 7,0 %  | 9,5 %  | —     | 6,5 %   | 2,5 % | 4,0 %  | 3,5 %          | 2,0 %       | —        | 9,0 %     |
| 30. Nov.–12. Dez.  | STEM             | —         | 16,3 % | 29,7 % | 13,8 % | 5,2 %  | 7,5 %  | 2,1 % | 6,9 %   | 1,9 % | 3,3 %  | 4,7 %          | 4,1 %       | —        | 13,4 %    |
| 28. Nov.–12. Dez.  | CVVM             | 1028      | 20,0 % | 32,0 % | 12,0 % | 5,5 %  | 8,5 %  | 1,0 % | 8,5 %   | 1,0 % | 3,0 %  | 4,5 %          | 1,0 %       | —        | 12,0 %    |
| 5.–25. Nov.        | TNS Aisa         | 868       | 14,0 % | 33,5 % | 8,5 %  | 6,0 %  | 9,0 %  | —     | 7,5 %   | —     | —      | 6,0 %          | —           | —        | 19,5 %    |
| 7.–16. Nov.        | CVVM             | 1019      | 22,5 % | 32,5 % | 14,5 % | 5,0 %  | 9,0 %  | 1,0 % | 6,0 %   | 2,0 % | 1,5 %  | 3,5 %          | 1,5 %       | 1,0 %    | 10,0 %    |
| 29. Sept.–29. Okt. | Median           | 1032      | 18,0 % | 24,5 % | 13,5 % | 8,5 %  | 9,5 %  | —     | 7,0 %   | 3,0 % | 4,0 %  | 4,0 %          | 2,0 %       | —        | 6,5 %     |
| 8.–27. Okt.        | TNS Aisa         | 856       | 15,0 % | 34,0 % | 7,5 %  | 7,5 %  | 8,5 %  | —     | 6,5 %   | —     | —      | 6,5 %          | —           | —        | 19,0 %    |
| 13.–21. Okt.       | STEM             | 1054      | 14,4 % | 29,7 % | 14,6 % | 7,1 %  | 9,0 %  | —     | 6,7 %   | 1,7 % | 4,7 %  | 5,2 %          | —           | —        | 15,1 %    |
| 10.–17. Okt.       | CVVM             | 982       | 19,5 % | 34,5 % | 10,0 % | 6,0 %  | 8,0 %  | —     | 9,0 %   | 1,5 % | 3,0 %  | 4,0 %          | —           | 4,5 %    | 15,0 %    |

## Ergebnis
| Listen                         | Listen                                                        | Stimmen   | %    | Mandate |
| ------------------------------ | ------------------------------------------------------------- | --------- | ---- | ------- |
|                                | ANO 2011                                                      | 1.500.113 | 29,6 | 78      |
|                                | Občanská demokratická strana                                  | 572.962   | 11,3 | 25      |
|                                | Česká pirátská strana                                         | 546.393   | 10,8 | 22      |
|                                | Svoboda a přímá demokracie                                    | 538.574   | 10,6 | 22      |
|                                | Komunistická strana Čech a Moravy                             | 393.100   | 7,8  | 15      |
|                                | Česká strana sociálně demokratická                            | 368.347   | 7,3  | 15      |
|                                | Křesťanská a demokratická unie – Československá strana lidová | 293.643   | 5,8  | 10      |
|                                | TOP 09                                                        | 268.811   | 5,3  | 7       |
|                                | Starostové a nezávislí                                        | 262.157   | 5,2  | –       |
|                                | Svobodní                                                      | 79.229    | 1,6  | –       |
|                                | Strana zelených                                               | 74.335    | 1,5  | –       |
|                                | Strana zdravého rozumu                                        | 36.528    | 0,7  | –       |
|                                | Realisté                                                      | 35.995    | 0,7  | –       |
|                                | Strana Práv Občanů                                            | 18.556    | 0,4  | –       |
|                                | Sportovci                                                     | 10.593    | 0,2  | –       |
|                                | Dělnická strana sociální spravedlnosti                        | 10.402    | 0,2  | –       |
|                                | Sdružení pro republiku – Republikánská strana Československa  | 9.857     | 0,2  | –       |
|                                | Řád národa                                                    | 8.735     | 0,2  | –       |
|                                | Občanská demokratická aliance                                 | 8.030     | 0,2  | –       |
|                                | Blok proti islamizaci – Obrana domova                         | 5.077     | 0,1  | –       |
|                                | Sonstige < 0,1 %                                              | 19.322    | 0,4  | –       |
| Gesamt                         | Gesamt                                                        | 5.060.759 | 100  | 200     |
|                                |                                                               |           |      |         |
| Ungültige Stimmen              | Ungültige Stimmen                                             | 30.306    | 0,6  |         |
| Wähler                         | Wähler                                                        | 5.091.065 | 60,8 |         |
| Wahlberechtigte                | Wahlberechtigte                                               | 8.374.501 |      |         |
|                                |                                                               |           |      |         |
| Quelle: Český statistický úřad |                                                               |           |      |         |